# Xã Starr, Quận Hocking, Ohio
Xã Starr (tiếng Anh: Starr Township) là một xã thuộc quận Hocking, tiểu bang Ohio, Hoa Kỳ. Năm 2010, dân số của xã này là 1.560 người.